# Fenestratarum
Fenestratarum, biljni rod  iz porodice kozlačevki dio tribusa Schismatoglottideae, potporodica Aroideae. Ovaj rod je otkriven i opisan 2014.. 
Na popisu su dvije vrste, sve su endemi sa Bornea.

## Vrste
1. Fenestratarum culum P.C.Boyce & S.Y.Wong
2. Fenestratarum mulayadii P.C.Boyce & S.Y.Wong